# Битюцкий, Станислав Васильевич
Станислав Васильевич Битюцкий (укр. Станіслав Васильович Битюцький; род. 15 февраля 1984, Киев) — украинский режиссёр, кинокритик и куратор. С 2008 года активно занимается популяризацией независимого кинематографа на Украине. В 2014 снял свой первый полнометражный фильм «До свидания, синефилы».

## Биография
Родился в 1984 году в Киеве. В 2006 году окончил Киевский национальный архитектурный университет. Занимался преподавательской деятельностью. Публиковался в украинских и зарубежных журналах о кино и культуре: «Сеанс», «Colta», «Искусство кино», «Фокус», «Шо», «Korydor» и др. Возглавлял редакции ряда украинских изданий о кино.
В 2010 году основал интернет-журнал об авторском кино «Cineticle», первое онлайн-издание о фестивальном и экспериментальном кино на Украине, и возглавил его в качестве главного редактора. В 2014—2015 в рамках проекта основал киноклуб «Cineticle» в Центре культуры и искусства «Мастер-класс», где было показано около 30 фильмов. В 2015 году оставляет пост главного редактора «Cineticle», чтобы посвятить себя режиссёрской, исследовательской и кураторской деятельности.
В 2016 году стал куратором кинопрограммы «Против забвения: кино после войны» в PinchukArtCentre, посвященной осмыслению событий последнего столетия на Украине и мире.
Выступал с авторскими лекциями «Параллельная история кино», «История документального кино», а также циклами о филиппинской и украинской кинематографии.
В 2014 году снял свой дебютный фильм «До свидания, синефилы» — рассказ о частной и коллективной памяти, о молодых людях и Украине после завершения революции на Майдане. Премьера фильма состоялась на кинофестивале «Молодость», став самым обсуждаемым событием национальной программы.
В 2016 на Одесском кинофестивале состоялась премьера фильма «24», истории о брате и сестре, беженцах с Востока Украины, рождённых в 1991 году, в год обретения Украиной независимости. В 2017 году фильм завоевал главный приз в национальном конкурсе шестого Киевского международного фестиваля короткометражных фильмов.
На фестивале кино и урбанистики «86» состоялась премьера экспериментального фильма «Завтра ты обязательно поправишься», снятого на мобильный телефон. Отказавшись от линейного нарратива, Битюцкий в подчеркнутой лоу-фай эстетике рассказывает о паре, отправившейся на поиски красоты, скрытой в повседневных вещах.

## Фильмография
- 2014 — До свидания, синефилы (Goodbye, cinephiles)
- 2016 — 24
- 2017 — Завтра ты обязательно поправишься (Tommorow you’ll definitely get better)